# Mattias Borrman
Mattias Borrman, född 20 juni 1972, är en svensk före detta friidrottare (diskus). Han tävlade för Västerås FK.
Han utsågs 2002 till Stor grabb nummer 459 i friidrott.

## Personliga rekord
Utomhus 
- Kula – 16,18 (Huddinge 18 augusti 1999) [2]
- Diskus – 62,01 (Lahtis, Finland 6 juni 1999) [2][5]
- Slägga – 65,56 (Nyköping 28 juli 1996) [2]